# Savasjön
Savasjön är en sjö i Storumans kommun i Lappland och ingår i Umeälvens huvudavrinningsområde. Sjön har en area på 0,207 kvadratkilometer och ligger 573,1 meter över havet.

## Delavrinningsområde
Savasjön ingår i det delavrinningsområde (725238-154706) som SMHI kallar för Namn saknas. Medelhöjden är 577 meter över havet och ytan är 5 kvadratkilometer. Det finns inga avrinningsområden uppströms utan avrinningsområdet är högsta punkten. Vattendraget som avvattnar avrinningsområdet har biflödesordning 4, vilket innebär att vattnet flödar genom totalt 4 vattendrag innan det når havet efter 304 kilometer. Avrinningsområdet består mestadels av skog (77 procent) och sankmarker (17 procent). Avrinningsområdet har 0,21 kvadratkilometer vattenytor vilket ger det en sjöprocent på 4,1 procent.